# Campo di internamento di Farfa Sabina
Il campo di internamento di Farfa Sabina, detto anche campo di concentramento di Farfa, fu un campo di internamento dell'Italia fascista per oppositori politici ed ebrei attivo da giugno al settembre 1943 nel territorio di Castelnuovo di Farfa. Fu uno dei numerosi campi per l'internamento civile presenti sul territorio italiano durante la seconda guerra mondiale.
Era situato in piena sabina reatina nella piana tra Montopoli, Bocchignano, Castelnuovo, l'Abbazia di Farfa e Fara Sabina, a metà strada tra il borgo di Castelnuovo di Farfa e l'Abbazia. 

## Storia
Il campo fu edificato dal fascismo in seguito alle leggi razziali fasciste come campo di internamento di oppositori politici ed ebrei stranieri. Fu attivo dal giugno al settembre 1943. 
Il progetto (mai realizzato a causa dell'evolversi della situazione bellica) era che potesse ospitare 2700 prigionieri. Il Ministero dell'Interno prevedeva infatti di trasferirvi gli ebrei già rinchiusi presso il Campo di internamento di Ferramonti di Tarsia (Cosenza), il maggiore in Italia in termini numerici. Nell'estate del 1943, su un totale di circa 135 internati, risulta presente nel campo solo un primo gruppo di 21 ebrei.
Dopo la notizia dell'Armistizio dell'8 settembre 1943, i carcerieri del campo fuggirono, così come fecero - a fine settembre - tutti i prigionieri, inclusi gli ebrei stranieri. Nonostante il pericolo di arresto e la fuga, quasi tutti gli ex-internati ebrei riuscirono a sfuggire alla cattura e alle deportazioni. Solo uno di loro, lasciato il campo, sarà arrestato a fine novembre 1943 nella provincia di Macerata e nell'aprile 1944 condotto alla morte ad Auschwitz.

### Da campo di internamento coatto a campo profughi
Dopo la guerra il campo divenne un centro di raccolta per profughi stranieri. In un rapporto della Direzione generale di Pubblica Sicurezza del 26 aprile 1947, viene riportato che il campo di Farfa, allora con 800 posti disponibili, ospitava 290 persone (in prevalenza donne). In pochi mesi il numero aumentò fino ad arrivare nel 1948 a quasi novecento persone provenienti in particolare da Jugoslavia (236), Germania (203), Ungheria (67), Polonia (50), Romania (54) e Albania (33).
Oggi il Ministero dell'Interno lo utilizza come stazione per vecchie attrezzature della polizia.

### La memoria
La funzione originaria di campo di concentramento è stata per lungo tempo dimenticata da cittadini e istituzioni, che lo conoscevano solo come antico campo profughi. La sua riscoperta si deve alle ricerche dello storico ricercatore Roberto D'Angeli, che ha lavorato in collaborazione con la Fondazione Museo della Shoah e con l'Archivio di Stato di Rieti.
Il 25 aprile 2013 l'amministrazione Comunale di Castelnuovo di Farfa ha apposto sul luogo una lapide in memoria dei fatti avvenuti, dimenticati per anni, con l'iscrizione:
Torniamo nei luoghi della storia,

conosciamo e ricordiamo la dolorosa eredità dell'internamento nel campo di Farfa Sabina (giugno – settembre 1943).

Mai più.»